# Antonio Cabral de Melo

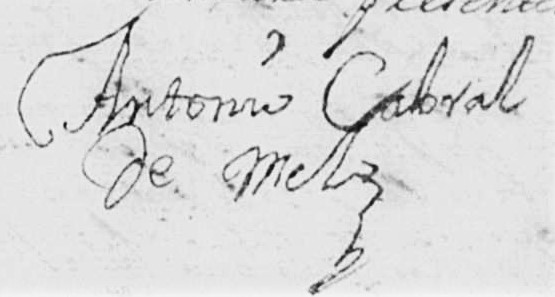
Firma de Antonio Cabral de Merlo. (1705

Antonio Cabral de Melo (1646-c.1717) fue un terrateniente español y capitán de milicias provinciales. Se dedicó a la cría de ganado y la agricultura, obteniendo posteriormente el puesto de Accionero (Vaquería) del Río de la Plata, con permiso para la matanza del ganado cimarrón.

## Biografía
Antonio fue bautizado el 11 de marzo de 1646 en la iglesia Mayor, siendo sus padrinos el Capitán Diego Gutiérrez de Humanes y Leonor Carbajal. Sus padres fueron Cristóbal Cabral de Melo y Alpoin, un noble de las Azores, nacido en Vila do Porto, que sirvió en las milicias provinciales como Capitán de Caballería y Regidor de Buenos Aires, y María de Carbajal, hija de Gonzalo Carbajal y María de Salas, perteneciente a una distinguida familia de colonizadores españoles.
Estuvo casado con Leonor Morales, hija de Pedro Morales y Mercado y Mariana de Manzanares. La boda se celebró el 13 de julio de 1671, en la Catedral de Buenos Aires, y asistieron como padrinos Juan Báez de Alpoim y Gerónima Cabral, parientes del novio. Su suegro, Pedro Morales y Mercado, había sido alcalde y teniente del gobernador del Río de la Plata.

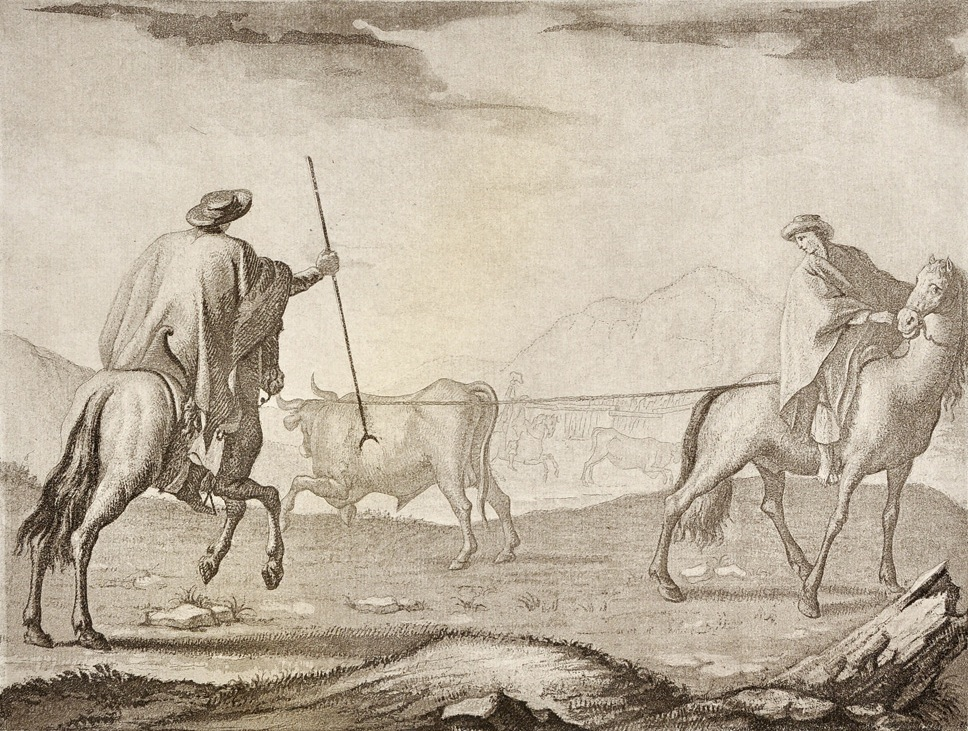
Enlazando ganado en las pampas por Fernando Brambila.

Después de completar sus estudios en el Colegio Jesuita de la ciudad, Cabral de Melo se dedicó a la cría de ganado, caballos y cerdos. También se dedicó a la agricultura y la viticultura. Poseía un gran número de haciendas, una de ellas estaba ubicada en el centro de la provincia de Buenos Aires. También participó en expediciones militares contra los indios. Ocupó el puesto de Maestre de campo, a cargo de las milicias provinciales. Hacia 1690, el consejo municipal lo autorizó a llevar a cabo la matanza del ganado salvaje que se encontraba en la jurisdicción de la provincia de Buenos Aires.
Los "accioneros" del ganado del Río de la Plata, suministraron carne y cuero a la ciudad durante los siglos XVII y XVIII, y también se encargaron de la exportación de cuero a través de la Compañía de Guinea de Francia y Compañía del Mar del Sur. hasta 1740. El derecho al título de "accionero" era heredable. En 1668, Cabral de Melo solicitó permiso al Ayuntamiento para cazar 3000 cabezas de ganado en la zona de Luján, perteneciente a su madre Doña María de Carbajal. Después de la muerte de Antonio Cabral de Melo, el derecho de cazar ganado cimarrón pasó a su yerno Don Miguel Gerónimo de Esparza.
Después de la extinción del cimarrón bovino de la provincia de Buenos Aires, los accioneros se dedicaron por completo a la cría de ganado en sus haciendas, comerciando sus productos con la Compañía Guipuzcoana y la Compañía de Filipinas.
En 1707, Antonio Cabral de Melo, concedió el poder para hacer su testamento a Miguel de Riglos, amigo personal de la familia Cabral de Melo. Fue sobrino de Manuel Cabral de Melo y Alpoin, destacado ranchero y líder militar de origen portugués, que tuvo una destacada actuación en el Río de la Plata, donde se desempeñó como Alcalde y Teniente de Gobernador de Corrientes. En 1627 había obtenido el título de Accionero Mayor del Ganado Vacuno de Corrientes.